# Matta (estación)
Matta es una estación ferroviaria que forma parte de la red del Metro de Santiago de Chile. Se encuentra subterránea, entre las estaciones Parque Almagro e Irarrázaval de la  Línea 3.
Se espera que para el año 2032 se convierta en una estación de combinación con la futura línea 9.

## Características y entorno
Esta estación está en la intersección de la Avenida Manuel Antonio Matta y Avenida Santa Rosa. La estación posee 14 máquinas de autoservicio, la mayor cantidad dentro de las estaciones de la Línea 3.
Cerca de ahí se encuentran la Escuela de Gendarmería de Chile, el Hospital San Borja Arriarán, el Colegio María Auxiliadora, el Colegio Hispano Americano, el Colegio Santa María de Santiago, el Colegio Salesiano Oratorio Don Bosco, una discoteque y comercio menor.

### Accesos
| Acceso | Intersección                                |
| ------ | ------------------------------------------- |
| A      | Av. Manuel Antonio Matta con Av. Santa Rosa |

## Origen etimológico
La estación recibe el nombre de «Matta», ya que está ubicada en la Avenida Matta. La calle recuerda a Manuel Antonio Matta, quien fue un político y abogado que en 1863 fundó el Partido Radical de Chile (PR).
El nombre preliminar que tuvo la estación, antes del inicio de las obras de construcción, fue «Santa Rosa», el cual coincidía con la estación homónima de la Línea 4A.

## Galería

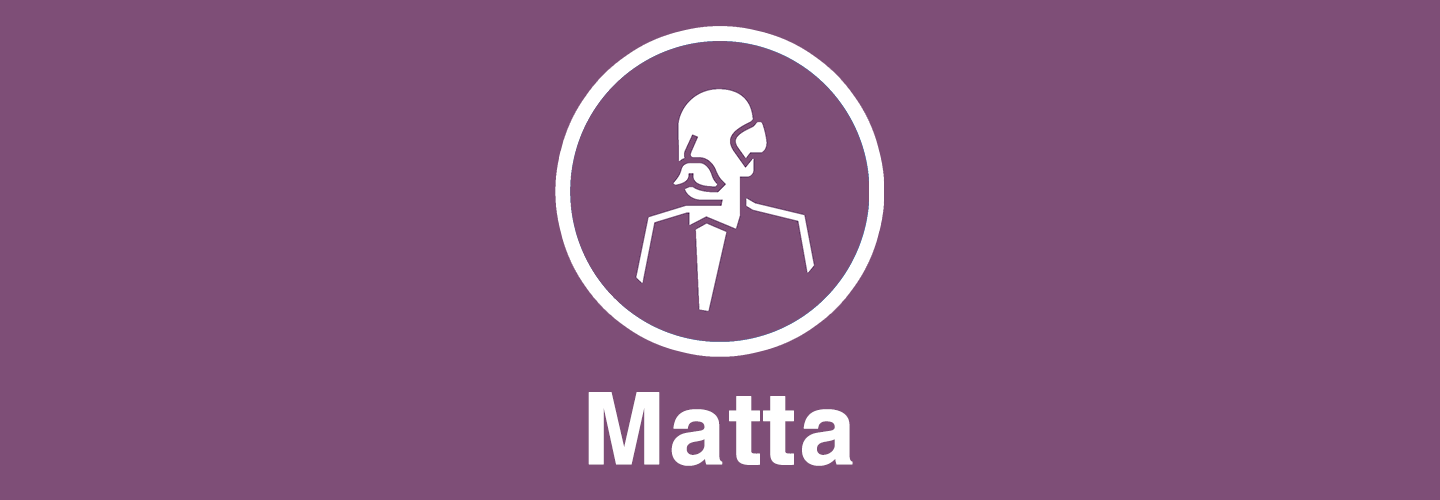
Cenefa utilizada actualmente en los andenes.
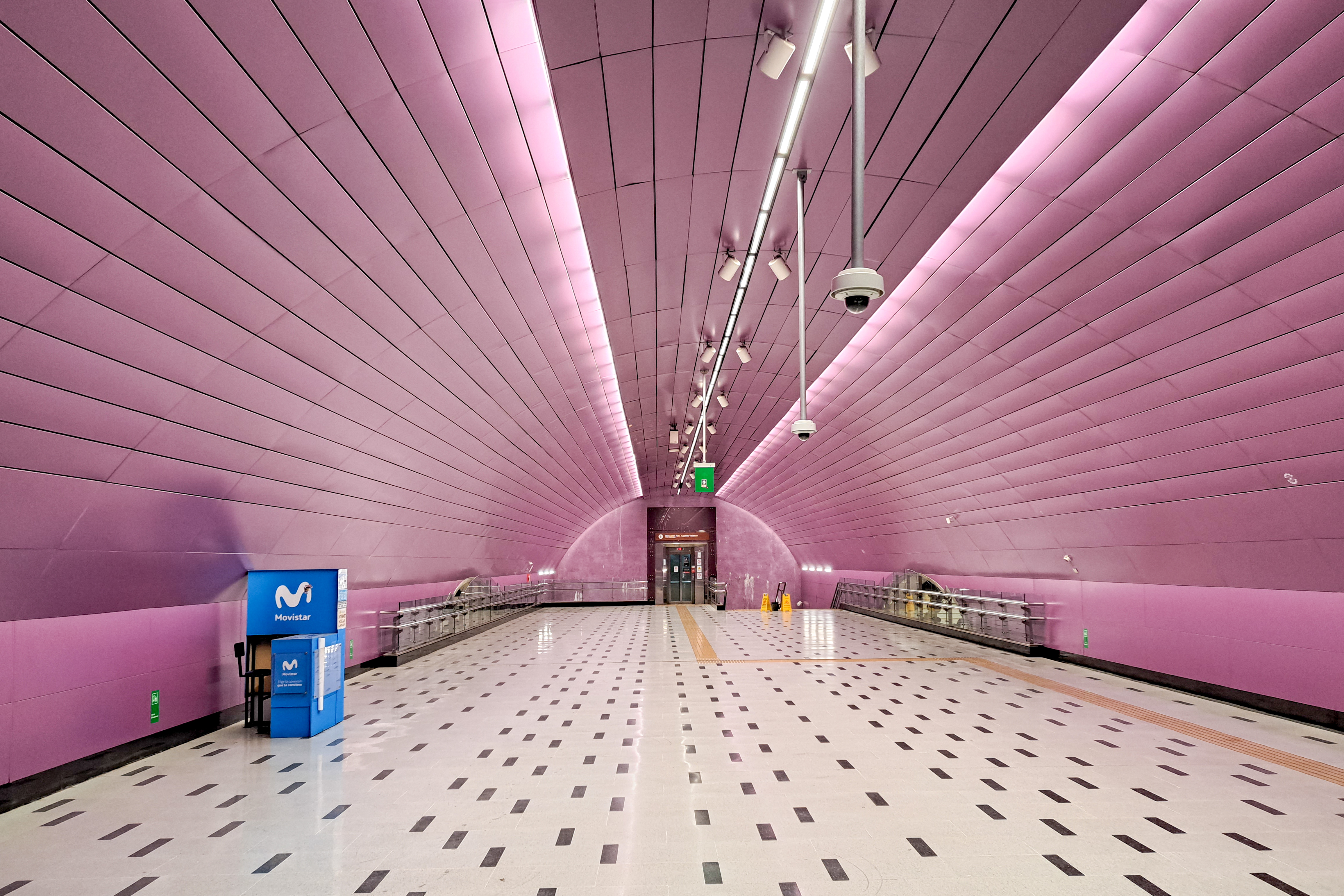
Interior de la estación.
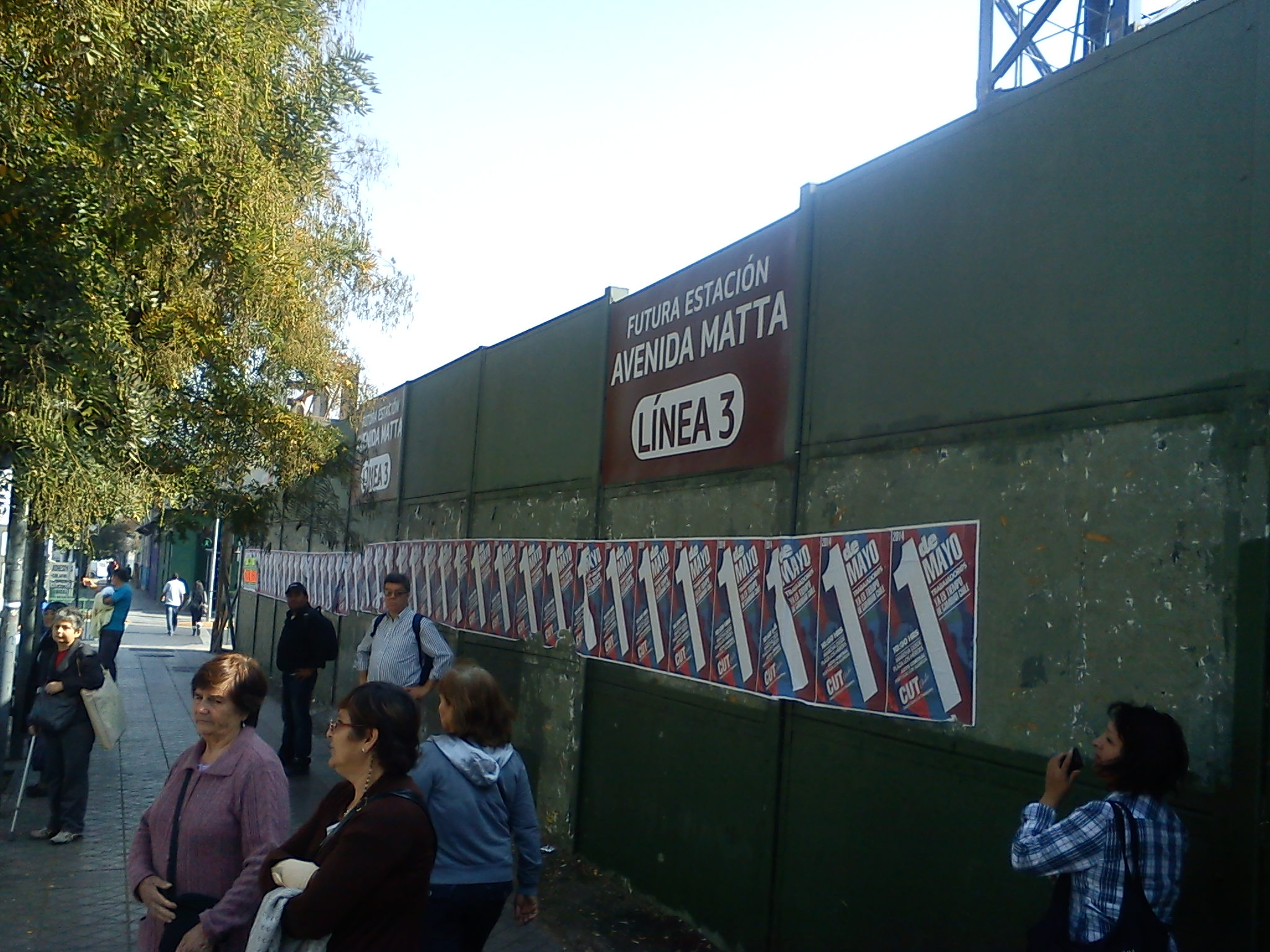
Estación Matta en construcción (2014).

## Conexión con Red Metropolitana de Movilidad
La estación posee 9 paraderos de la Red Metropolitana de Movilidad en sus alrededores, los cuales corresponden a:
| Paradero                       | Recorridos |
| ------------------------------ | --- |
| Parada 1 / Metro Matta (PA105) | 203 (Av. Recoleta) - 203e (Centro) - 206 (Centro) - 385 (Villa Francia)                                                   |
| Parada 2 / Metro Matta (PA446) | 506 (Maipú) - 506e (Maipú) - 506v (Villa El Abrazo) - 507 (Enea) - 507c (Metro Parque O'Higgins) - 510 (Pudahuel Sur)     |
| Parada 3 / Metro Matta (PA527) | I01 (Villa Los Héroes) |
| Parada 4 / Metro Matta (PA151) | 203n (Huechuraba) - 205 (Santiago) - 207 (Mapocho) - 207e (Mapocho) - 209 (Alameda) - I01 (Villa Los Héroes)              |
| Parada 5 / Metro Matta (PA439) | 506 (Peñalolén) - 506e (Peñalolén) - 506v (Peñalolén) - 507 (Av. Grecia) - 507c (Peñalolén) - 510 (Río Claro)             |
| Parada 6 / Metro Matta (PA438) | 506 (Peñalolén) - 506v (Peñalolén) - 507 (Av. Grecia) - 507c (Peñalolén) - 510 (Río Claro) - H06 (Población Las Turbinas) |
| Parada 7 / Metro Matta (PA447) | 506 (Maipú) - 506v (Villa El Abrazo) - 507 (Enea) - 507c (Metro Parque O'Higgins) - 510 (Pudahuel Sur)                    |
| Parada 8 / Metro Matta (PA141) | 203n (La Pintana) - 205 (Puente Alto) - 207 (Av. Santa Rosa) - 207e (Av. Santa Rosa) - 209 (El Volcán)                    |
| Parada 9 / Metro Matta (PA95)  | 203 (La Pintana) - 203e (La Pintana) - 206 (La Pintana) - 385 (Mall Florida Center)                                       |